# Kippensoep

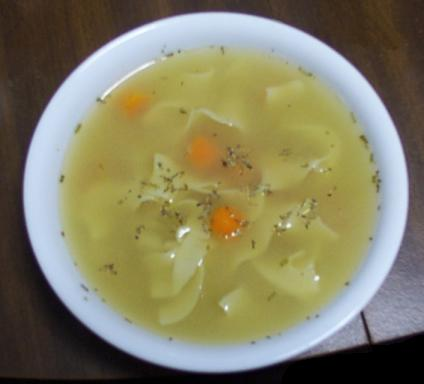
Kippensoep

Kippensoep is soep die smaakt naar en gemaakt is uit vlees van de kip en soepgroenten. Kippensoep wordt vooral geconsumeerd voor de maaltijd, bij wijze van voorgerecht.
Er bestaan diverse variëteiten, waaronder:
- Chinese kippensoep, vaak met taugé
- Joodse kippensoep, op verschillende manieren klaar te maken, maar meestal met stukjes wortel, ui, prei, knoflook en soms met selderij, peterselie en citroen. De joodse wijsgeer Maimonides beschreef deze soep als geneeskrachtig, hierdoor staat kippensoep ook bekend als joodse penicilline. Deze soep wordt met Pesach vaak met matseballen gegeten.

De claim van Maimonides is niet geheel uit de lucht gegrepen. Kippensoep bevat carnosine, dat het immuunsysteem helpt om verkoudheid en griep ons lichaam uit te werken.